# Seccions esportives del Futbol Club Barcelona
Categoria principal: Seccions del FC Barcelona
El Futbol Club Barcelona és un club poliesportiu que, a més d'equips de futbol, compta amb equips en dotze disciplines esportives més. Aquestes disciplines s'estructuren com a seccions esportives dins del club. El FC Barcelona distingeix, des d'un punt de vista estructural, entre les seccions masculines professionals (5), les masculines no professionals (8) i les seccions femenines (6).
Una de les principals característiques del FC Barcelona és el caràcter poliesportiu, que integra seccions professionals i amateurs, masculines i femenines, de diferents disciplines esportives. A més de la seva secció principal, la de futbol masculina, el club també compta amb altres quatre seccions masculines professionals, que són les de bàsquet, handbol, hoquei sobre patins i futbol sala i una secció professional femenina, la de futbol.
Els equips dels sis seccions professionals han guanyat més de 600 títols en competicions catalanes, espanyoles i internacionals. Per primera vegada en la seva història, en la temporada 2011-12, els 5 equips masculins professionals del club van competir per la Copa d'Europa en les seves respectives especialitats, i en la temporada 2012-13 els 5 equips professionals masculins i l'equip de la secció de futbol femení. Entre les sis seccions professionals, el F. C. Barcelona suma 48 Lligues de Campions (o Eurolligues en el cas del bàsquet) la qual cosa li converteix en el segon club més llorejat d'Europa i un dels vuit clubs que han aconseguit el màxim títol continental en 5 esports d'equips diferents.
A la temporada 2020-21 el FC Barcelona va aconseguir una fita històrica en convertir-se en el primer club a guanyar la Champions femenina i masculina, quan l'equip de futbol sènior femení es va proclamar per primer cop campió d'Europa a Göteborg.
A més, va tenir la fita d'haver guanyat la Lliga de Campions consecutivament, durant 17 anys, des de la temporada 1995-96 fins a la 2011-12 amb alguna de les seves seccions professionals i ha aconseguit, fins a l'actualitat, 1 «triplet» europeu amb les seccions de futbol, handbol i hoquei patinis en la temporada 2014-15, amb les seccions de futbol femeni i handbol en la temporada 2023-24 i 7 «doblets» europeus amb les seccions d'handbol i hoquei patinis en les temporades 1996-97, 1999-00 i 2004-05, amb les seccions de bàsquet i hoquei patinis en la temporada 2009-10, amb les seccions de futbol masculí i handbol en la temporada 2010-11, amb les seccions de Futbol Sala i Hoquei Patins en la temporada 2013-14, i amb les seccions d'handbol i futbol femení en la temporada 2020/21. Destaca també el fet que des de la temporada 1988-89 que s'inicia amb la victòria de l'equip de futbol, en la final de la Recopa d'Europa a Berna contra la Sampdoria fins a la 2011-12, cada temporada durant 24 anys, alguna de les seccions esportives del club va aixecar un títol europeu.
Respecte a les competicions domèstiques també cal destacar que en la temporada 2017-18 els equips dels cinc esports professionals del club van guanyar els respectius campionats de la Copa, una fita històrica que no s'havia aconseguit fins llavors. Per primera vegada en la història del club en la temporada 2022-23 les sis seccions professionals de l'entitat blaugrana van aconseguir un ple històric, en guanyar les sis Lligues en disputa: la de futbol masculí, la de futbol femení, la de bàsquet, la d'handbol, la d'hoquei sobre patins i la de futbol sala, i les seccions professionals del club aconsegueixen la suma històrica de 125 Lligues. Les seccions professionals del club també van guanyar totes les lligues domèstiques en la temporada 1998-1999, però llavors, quan es va commemorar amb aquell èxit el centenari del club, no formaven part les seccions professionals de futbol femení ni de futbol sala, la inclusió de la qual es va produir anys després.
Pel que fa al nombre de títols de les seccions professionals a totes les competicions, el rècord històric de l'entitat ha estat un total de 19 títols aconseguits en cinc temporades (2011-12, 2014-15, 2017-18, 2018-19, i 2022-23). En el còmput global de títols aconseguits per totes les seccions professionals, sense comptar els títols de les competicions organitzades per la Federació Catalana de Futbol, les temporades més reeixides van ser la 2022-23 amb 17 títols, les temporades 2011-12 i 2018-19 amb 16 títols, i les temporades 2013-14, 2014-15 i 2020-21 amb 15 títols.
A més de les seccions professionals, el club compta amb seccions amateurs en altres disciplines esportives: hoquei sobre herba masculí i femení, atletisme masculí i femení, patinatge masculí i femení, hoquei sobre gel, voleibol masculí i femení, rugbi, futbol platja, futbol indoor, futbol femení (va ser amateur fins a la temporada 2014-15 ia partir de la temporada 2015-16 es va professionalitzar) i bàsquet en cadira de rodes. Els esportistes de les seccions amateurs també competeixen al nivell més alt del seu esport, amb un notable llistat d'esportistes internacionals i olímpics.
Els equips masculins i femenins sènior de les seccions esportives professionals o amateurs han aportat al club més de 880 títols a les competicions catalanes, espanyoles i internacionals que han disputat.
Actius
Professionals

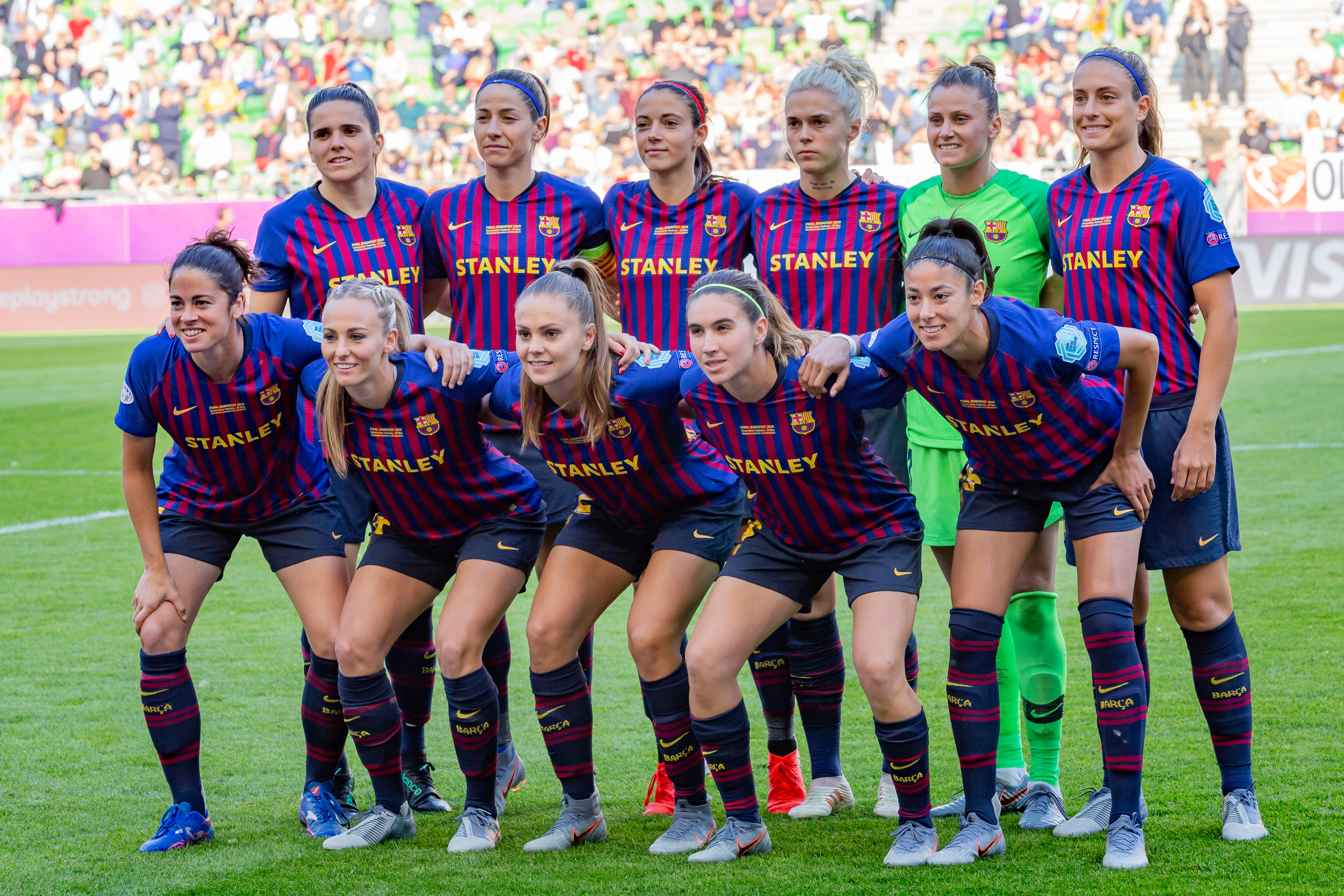
Futbol Femení (1988, professional des del 2015)
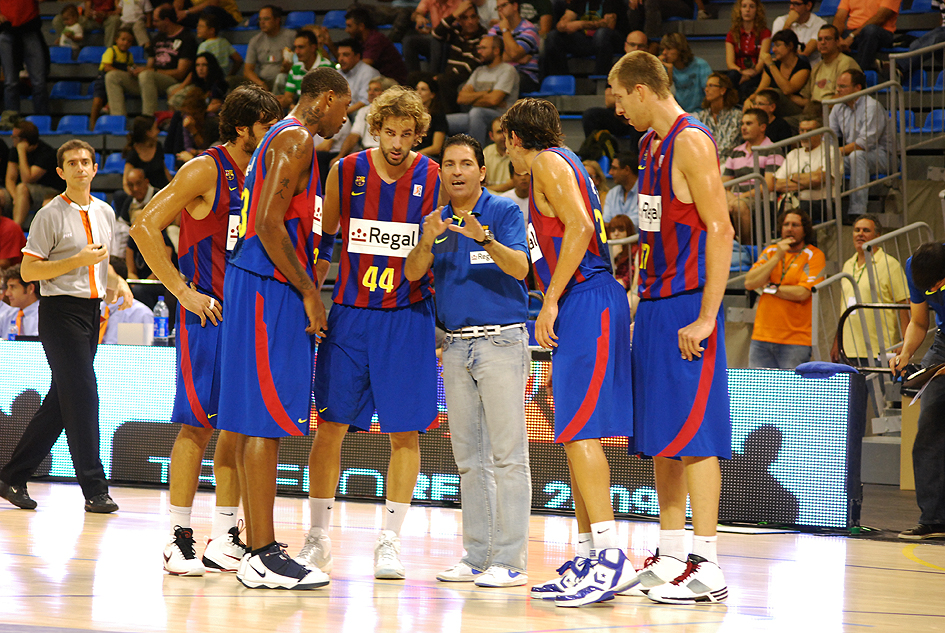
Bàsquet (1926)
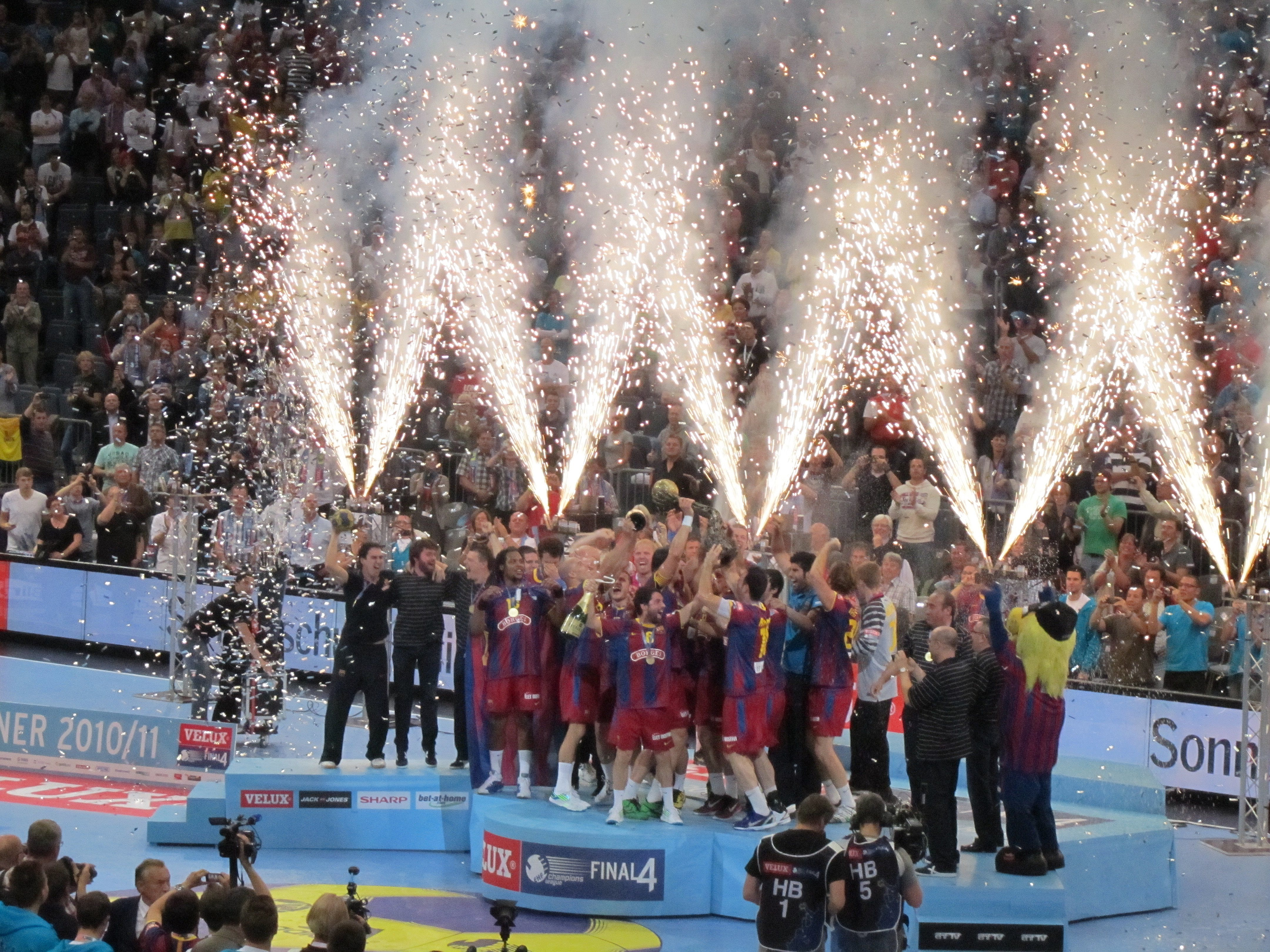
Handbol (1943)
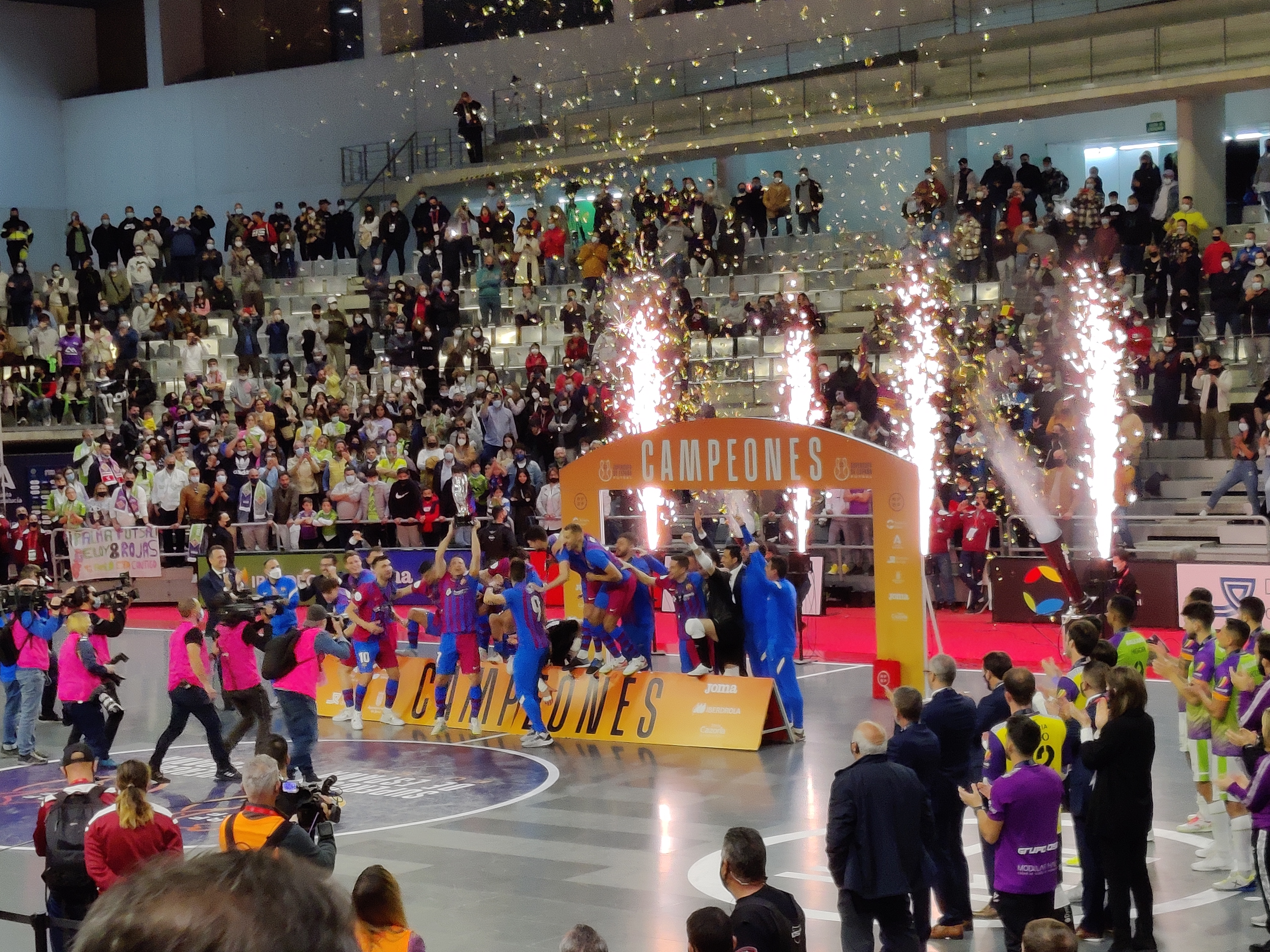
Futbol sala (1978, professional des del 14 de setembre de 2006)
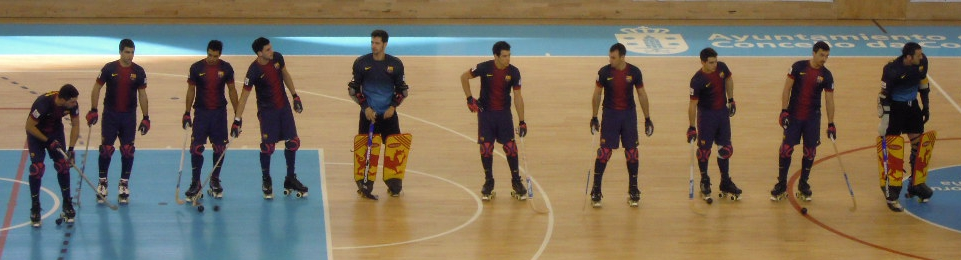
Hoquei patins (1942)

Amateurs pròpies

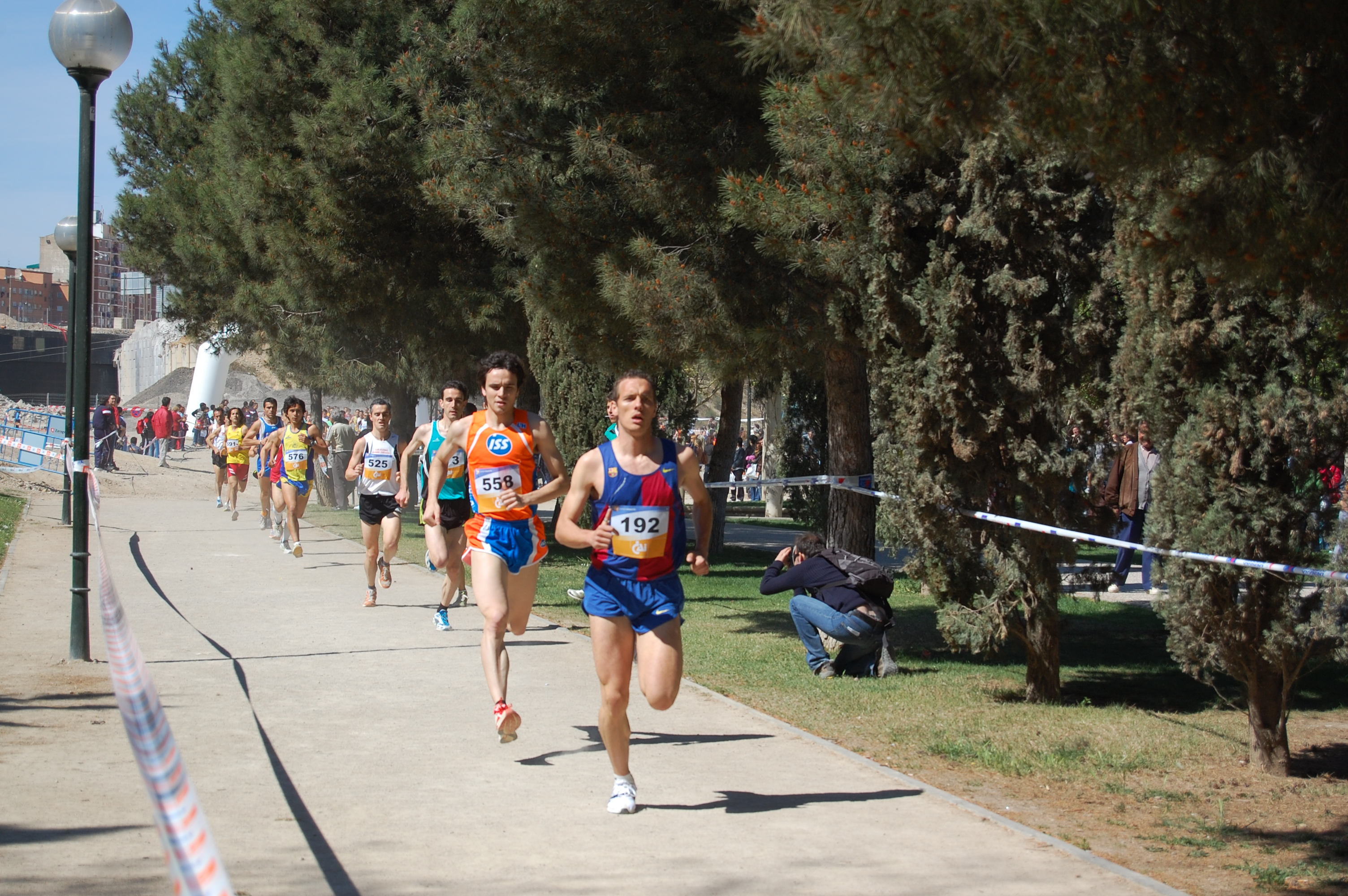
Atletisme (1915)
Hoquei herba (1923)
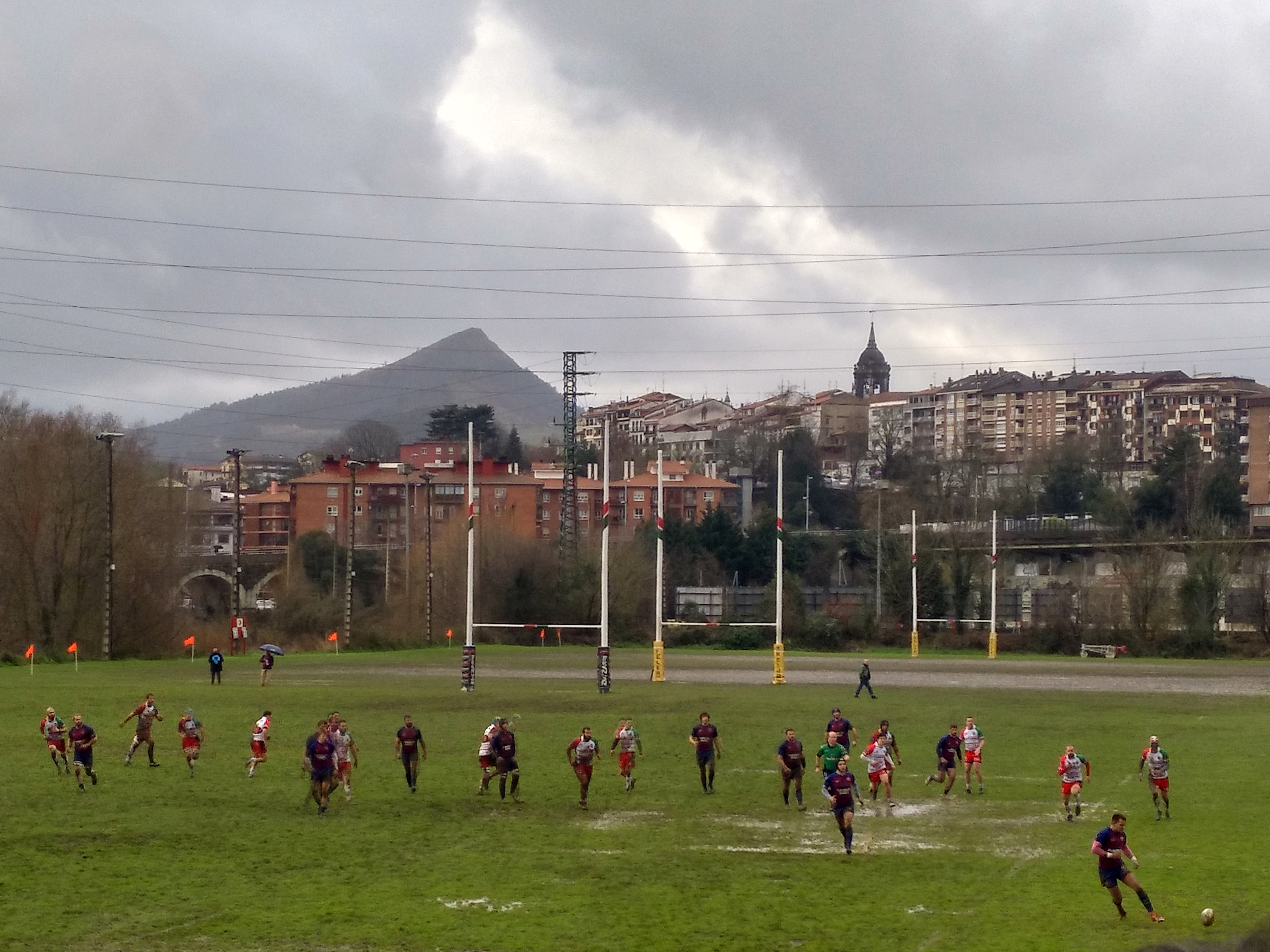
Rugbi (1924)
Voleibol (1970)
Patinatge artístic (1972)
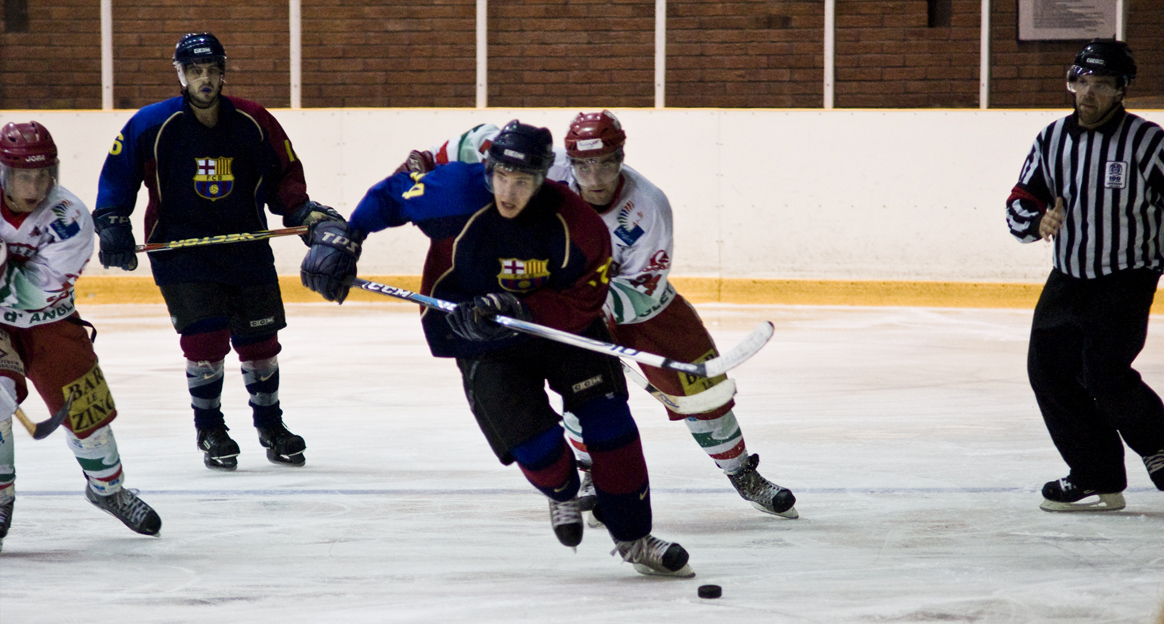
Hoquei gel (1972)

Equips associats
- Voleibol femení (CVB Barça), des de 2004
- FC Barcelona-Institut Guttmann -Bàsquet amb cadira de rodes, des de 2007
- Bàsquet femení (Barça CBS), des de 2009

Altres
- Futbol platja (2011)
- Barça Legends (2016)
- Fundació Barça Genuine (2021)
- Barça eSports

Equips inferiors seccions
- Bàsquet (5 equips): Júnior, Cadet A i B, Infantil A i B.
- Handbol (5 equips): Sènior B, Juvenil A, Cadet A i B, Infantil.
- Hoquei patins (4 equips): Sènior B, Júnior, Juvenil i Infantil.
- Futbol sala (5 equips): Sènior B, Juvenil, Cadet, Infantil i Aleví.
- Atletisme (12 equips): Infantil, Cadet, Juvenil, Junior, Promesa i Sènior masculí. Infantil, Cadet, Juvenil, Junior, Promesa i Sènior femení
- Rugbi (9 equips): Sènior A, Sènior Blau, Sub-23, Sub-18, Sub-16, Sub-14, Escola, Femení i Veterans.
- Beisbol (6 equips): Sènior A, Sènior B, Juvenil, Cadet, Infantil i Aleví.
- Voleibol (5 equips): Sènior, Júnior, Juvenil, Cadet i Infantil.
- Hoquei herba (7 equips): Sènior, Primera Barceloní Stick, Primera, Juvenil i Cadet masculí. Sènior i Juvenil femení.
- Hoquei gel (5 equips): Sènior, Sub-18, Sub-13, Sub-11, Sub-9.
- Patinatge artístic sobre gel (18 equips): Debutant (Masculí i Femení); Joves Talents (Masculí i Femení); Promeses Femení; Mínima (Masculí i Femení); Infantil (Masculí i Femení), Novice Femení; Júnior 3a (Masculí i Femení); Júnior 2a (Masculí i Femení); Júnior 1a (Masculí i Femení). Ballet: Elit, i Jeune espoir
- CVB Barça (2 equips): Sènior, Juvenil.

Desaparegudes
No professionals
- Criquet (1913, desapareguda el ?)
- Lluita grecoromana (1924, desapareguda el 1928). Compta al seu historial amb un campionat olímpic aconseguit per Emili Ardèvol.
- Ciclisme (1925, desapareguda el 1945, refundada el 2004 i eliminada de nou el 2006)
- Tennis (1926, desapareguda el 1936)
- Natació (1941, desapareguda el 1943)
- Beisbol (1941, desapareguda el 2011)
- Handbol a onze (1943, desapareguda el 1959)
- Patinatge artístic sobre rodes (1952, desapareguda el 1956)
- Gimnàstica (1957, desapareguda el 1976)
- Judo (1961, desapareguda el 1976)
- Rugbi a 13 (2008, desapareguda el 2010)

Equips associats
- Barcelona Dragons -Futbol americà (creada fora del club el 1991, s'hi uní el 2001 i desaparegué el 2003)
- UB Barça -Bàsquet femení (fundat el 1985 com a secció del Club Esportiu Universitari, desaparegué el 2007)

## Seccions masculines professionals
Les seccions professionals masculines són quatre, les de bàsquet, handbol, hoquei sobre patins i futbol sala. Són les quatre seccions més professionalitzades i prestigioses, que participen en les competicions de més categoria de les seves respectives disciplines a Espanya. A més, els equips masculins d´aquestes quatre seccions formen part de l'elit dels millors clubs d´Europa, per la quantitat de títols de caràcter continental que han aconseguit. Entre aquestes quatre seccions i els equips de futbol masculí i femení, el FC Barcelona suma 16 copes mundials o intercontinentals i 48 copes d'Europa. Els equips d'aquestes quatre seccions tenen la seu i disputen els seus partits al Palau Blaugrana, pavelló poliesportiu annex al Camp Nou amb capacitat per a 8.500 espectadors.

### Bàsquet

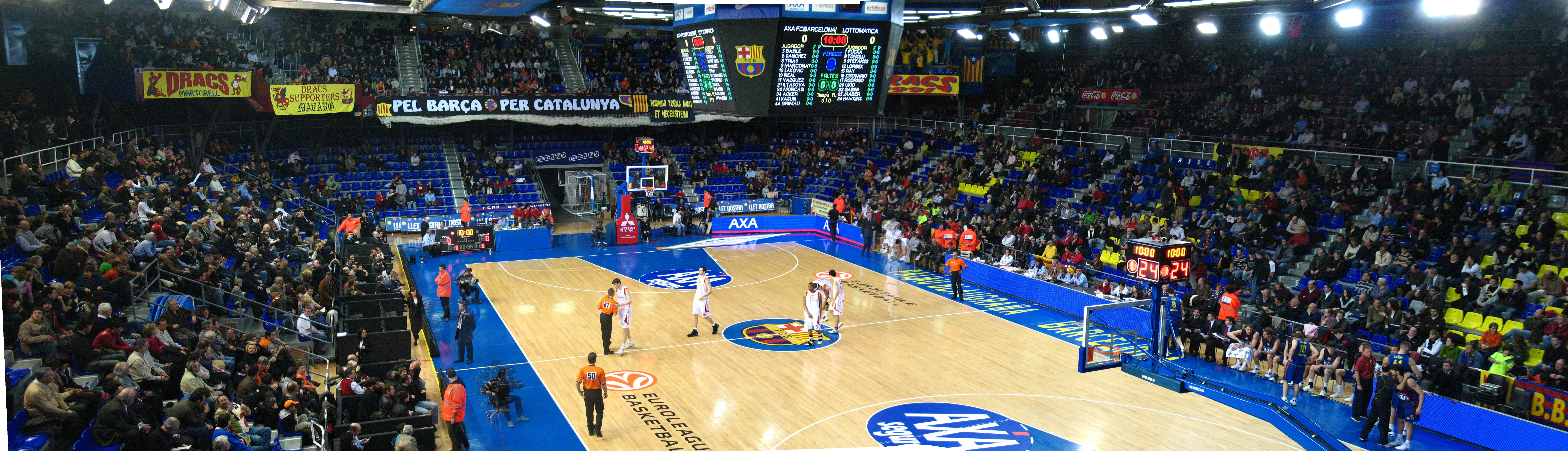
Panoràmica del Palau Blaugrana durant un partit de l'Eurolliga de bàsquet el febrer de 2008

La secció de bàsquet (creada el 1926) és el primer club en nombre de títols de Catalunya, el segon d'Espanya i un dels de major prestigi d'Europa. La secció de bàsquet va viure els seus millors anys en les dècades dels '80 i els '90, en les quals va aconseguir diversos títols espanyols i europeus. El seu títol més preuat, no obstant això, l'Eurolliga (o Copa d'Europa), no el va aconseguir fins a la temporada 2002-2003, quan va guanyar la Final Four celebrada a la mateixa ciutat de Barcelona. Els equips d'aquesta secció han aconseguit un total de 104 títols (39 en tornejos catalans, 55 en tornejos espanyols i 10 en tornejos internacionals). El directiu responsable de la secció és Josep Cubells, el director general és Juan Carlos Navarro, el director tècnic és Mario Bruno Fernández, i l'entrenador de l'equip sènior és Joan Peñarroya.

### Handbol

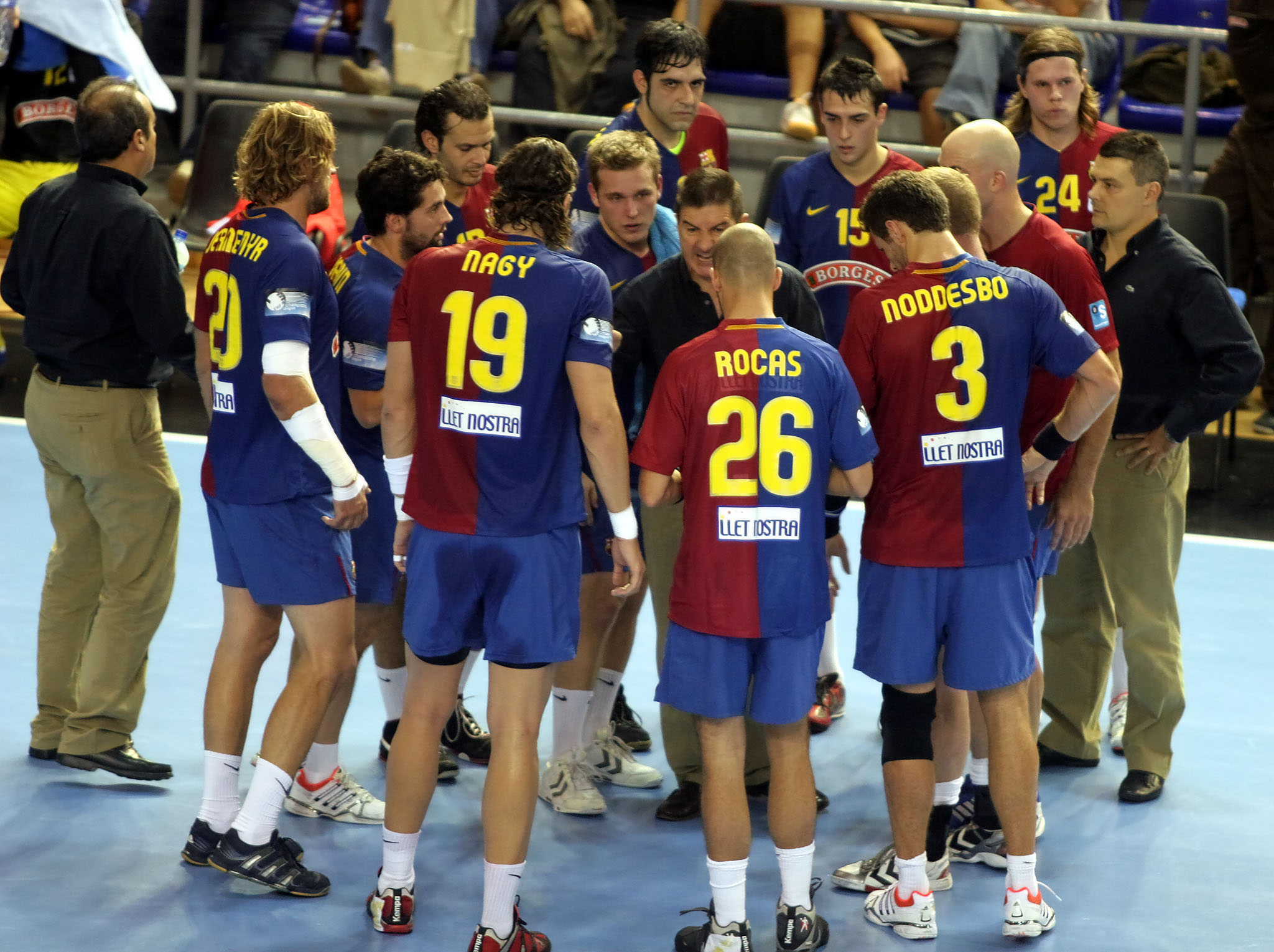
Jugadors de la secció d'handbol durant un partit de la Copa d'Europa al Palau Blaugrana a l'octubre del 2008.

La secció d'handbol va ser fundada el 1943, i és l'equip que acumula més títols d'Espanya, d'Europa i del món. Els equips d'aquesta secció (incloent-hi les modalitats de 10 i 7 jugadors) han obtingut 183 títols (45 en tornejos catalans, 108 en tornejos espanyols i 30 en tornejos internacionals). El directiu responsable de la secció és Joan Solé, el director tècnic i de gestió és Xavier O'Callaghan, i l'entrenador de l'equip sènior és Carlos Ortega.

### Hoquei patins
La secció d'hoquei patins va ser creada el 1942. És el més llorejat d'Europa, acumulant 22 Copes d'Europa. Els equips de la secció han aconseguit 144 títols (10 en tornejos catalans, 73 en tornejos espanyols i 61 en tornejos internacionals). El directiu responsable de la secció és Xavier Barbany, el director de gestió de és Xavier O'Callaghan, el director tècnic és Gaby Cairo, i l'entrenador de l'equip sènior és  Davdi Cáceres.

### Futbol sala
La secció de futbol sala que va ser fundada el 1978 es va convertir en una secció professional des del retorn de l'equip a la Divisió d'Honor a la temporada 2006/2007, i des d'aleshores és un dels millors equips de futbol sala a nivell nacional i internacional. A la temporada 2010/2011 va obtenir el seu primer títol professional: la Copa d'Espanya, i posteriorment ha aconseguit tots els títols de les competicions espanyoles i 4 títols de la Copa de la UEFA de futbol sala. Els equips de la secció han guanyat 43 títols (11 en tornejos catalans, 27 en tornejos espanyols i 5 en tornejos internacionals). El directiu responsable de la secció és Aureli Mas, el director tècnic és Jordi Torras, el director de gestió és Xavier O'Callaghan, i l'entrenador és Tino Pérez.
| Seccions professionals masculines | Competicions nacionals | Competicions nacionals | Competicions nacionals | Competicions nacionals | Competicions internacionals | Competicions internacionals | Competicions internacionals | Competicions internacionals | Competicions internacionals | Totals |
| Seccions professionals masculines | Copa                   | Lliga                  | Supercopa              | Altres                 | Copa d'Europa               | Recopa                      | Altres                      | Supercopa                   | Mundial                     | Totals |
| --------------------------------- | ---------------------- | ---------------------- | ---------------------- | ---------------------- | --------------------------- | --------------------------- | --------------------------- | --------------------------- | --------------------------- | ------ |
| 1899 Futbol                       | 31                     | 27                     | 17                     | 2                      | 5                           | 4                           | 5                           | 5                           | 3                           | 99     |
| 1926 Bàsquet                      | 27                     | 20                     | 6                      | 1                      | 2                           | 2                           | 2                           | 1                           | 1                           | 62     |
| 1942 Handbol                      | 28                     | 31                     | 24                     | 19                     | 12                          | 5                           | 3                           | 5                           | 5                           | 132    |
| 1942 Hoquei patins                | 26                     | 33                     | 13                     | _                      | 22                          | 1                           | 4                           | 18                          | 7                           | 124    |
| 1978 Futbol sala                  | 8                      | 7                      | 4                      | 8                      | 4                           | 1                           | _                           | _                           | _                           | 32     |
| Total                             | 120                    | 118                    | 64                     | 30                     | 45                          | 13                          | 14                          | 29                          | 16                          | 449    |

## Seccions masculines amateurs
A més de les seccions masculines professionals, el club compta amb seccions amateurs en vuit disciplines esportives més: atletisme, patinatge, hoquei sobre gel, voleibol, hoquei herba, bàsquet amb cadira de rodes, rugbi i futbol platja.

### Atletisme
La secció d'atletisme és la secció més antiga del club després del futbol. Es va crear oficialment el 1915, tot i que ja existia activitat atlética des del 1900. Al palmarès destaquen més de 30 campionats d'Espanya per clubs en diferents modalitats. L'equip ha comptat històricament amb alguns dels millors atletes d'Espanya o internacionals, com els medallistes olímpics José Manuel Abascal, Javier García Chico, Yulimar Rojas i Jordan Díaz, i campions d'Espanya com Antonio Corgos, Javier Moracho, Colomán Trabado o Gregorio Rojo que després va continuar fent la seva tasca com entrenador en aquesta secció i va ser considerat un dels millors entrenadors d'atletisme d'Espanya.

### Hoquei sobre gel
La secció d'hoquei gel nasqué el 1972, després de la construcció del Palau de Gel amb capacitat per 1.256 espectadors. El primer títol que aconseguí fou la Copa del Rei de 1976. L'any 1987 va guanyar la primera lliga. Dos anys després, la junta directiva de Josep Lluís Núñez va suprimir l'equip sènior, deixant només els equips base i de formació. L'any 1990 el club va tornar a la màxima competició. La temporada 1996-97 aconseguí el doblet (lliga i copa).

### Hoquei herba
La secció d'hoquei herba es fundà 1923. El seu primer gran èxit arribà el 1931 quan aconseguí el Campionat de Catalunya d'Hoquei Herba. Als anys 40 continuaren els èxits amb el triomf final a tres Campionats d'Espanya (1942, 1944, 1947). Els èxits però no continuaren. Als anys seixanta, amb la creació de la Divisió d'Honor de l'especialitat el club fou present entre els clubs de l'elit, però sempre un esglaó per sota dels clubs de Terrassa o el Polo.

### Rugbi
La secció de rugbi va ser creada el 1924. Té el seu camp de joc a la Ciutat Esportiva Joan Gamper. És un dels clubs més llorejats de rugbi a Espanya gràcies als títols conquerits entre els anys 1940 i 1960. Entre els títols guanyats per la secció destaquen 16 Copes espanyoles, 2 Lligues espanyoles i 1 Supercopa d'Espanya.

### Futbol platja
La secció de futbol platja va ser creada el 2011 i L'any 2015 va guanyar el Mundial de clubs.
| Seccions amateurs                | Competicions nacionals | Competicions nacionals | Competicions nacionals | Competicions regionals | Competicions regionals | Competicions internacionals | Total |
| Seccions amateurs                | Copa                   | Lliga                  | Supercopa              | Copa                   | Lliga                  | Competicions internacionals | Total |
| -------------------------------- | ---------------------- | ---------------------- | ---------------------- | ---------------------- | ---------------------- | --------------------------- | ----- |
| 1924 Rugbi                       | 16                     | 2                      | 1                      | 23                     | _                      | _                           | 42    |
| 1923 Hoquei herba                | 3                      | _                      | _                      | 2                      | _                      | _                           | 5     |
| 1970 Voleibol                    | _                      | _                      | _                      | _                      | _                      | _                           | _     |
| 1972 Hoquei gel                  | 6                      | 7                      | _                      | _                      | _                      | _                           | 13    |
| 2001 Bàsquet amb cadira de rodes | _                      | _                      | _                      | _                      | _                      | _                           | _     |
| 2011 Futbol platja               | _                      | _                      | _                      | _                      | _                      | 1                           | 1     |
| Total                            | 25                     | 9                      |                        | 25                     | 1                      |                             | 61    |

## Seccions femenines
El FC Barcelona ha estat potenciant en els darrers anys les seves seccions femenines, atesa la creixent participació de les dones a l'esport, i la professionalització de les estructures competitives. Les seccions femenines del club són les de futbol, bàsquet, atletisme, patinatge artístic, voleibol i hoquei herba.

### Futbol femení

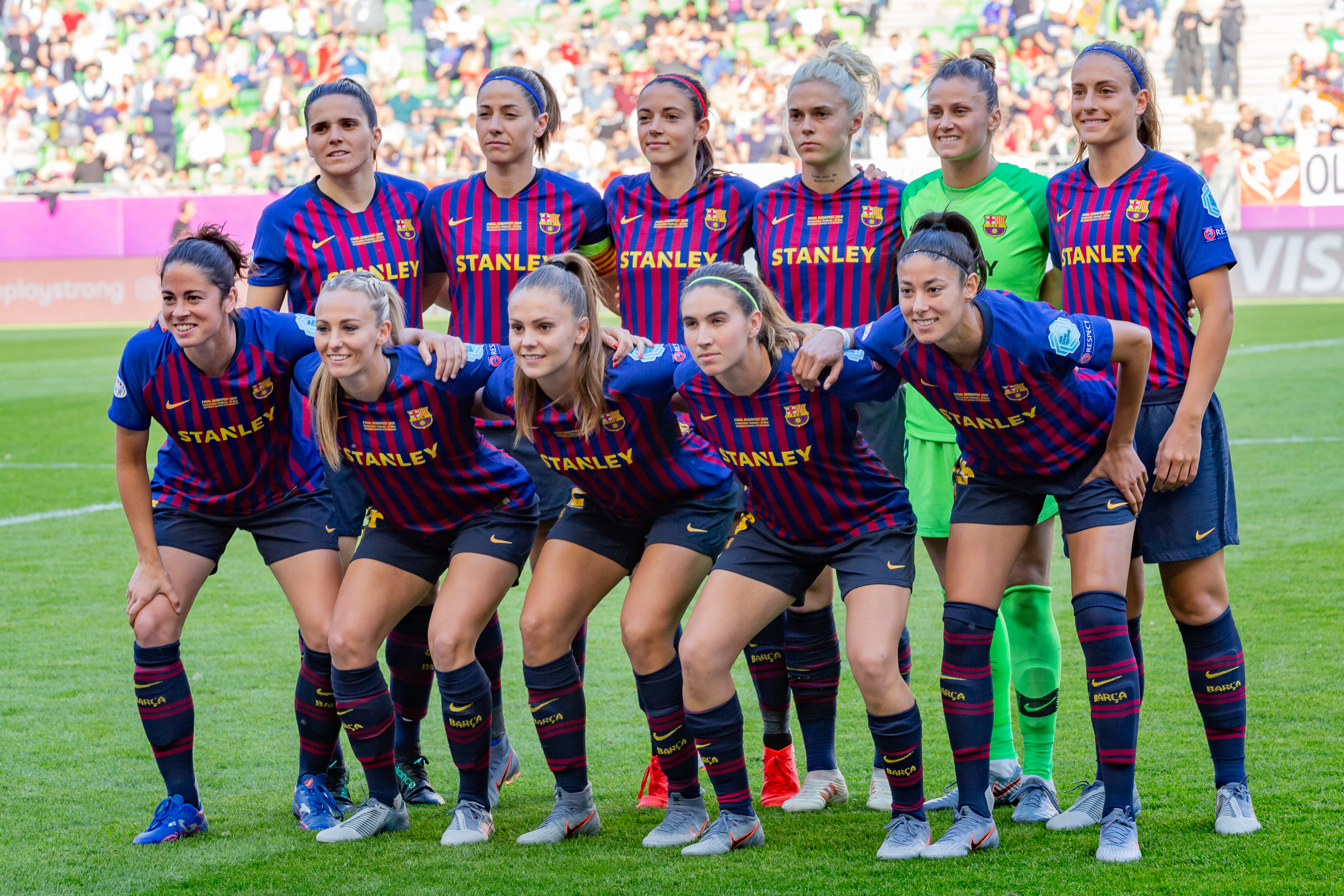
L'equip futbol femení per la final de la Lliga de Campions 2019.

La secció de futbol femení milita a Primera Divisió. És un dels millors equips femenins de fútbol d'Europa i l'equip femení de futbol més llorejat de l'estat espanyol. Al seu palmarès figuren tres Lligues de Campions, nou lligues, deu copes de la Reina, quatre supercopes d'Espanya, deu copes de Catalunya i una Copa Generalitat. La temporada 2023-24 l'equip femení va aconseguir una gesta històrica alçant quatre títols en una mateixa temporada (Lliga de Cmpions, Lliga espanyola de futbol, Copa espanyola de futbol i Supercopa d'Espanya)
El primer partit de futbol que jugà un equip femení fou el dia de Nadal de 1970, amb motiu d'un festival benèfic. El partit enfrontà al Camp Nou les jugadores blaugranes, entrenades per Antoni Ramallets, contra la UE Centelles. Posteriorment participà en el primer campionat oficiós de Catalunya (1971-72).
Durant els anys 80 i els anys 90 es canvia el nom a Club Femení Barcelona, que feia servir els colors, distintius i instal·lacions del club. Durant aquells anys va obtenir els seus èxits més grans a la Copa de la Reina, de la qual va ser finalista el 1991 i campió el 1994.
El 2002 el FC Barcelona va incorporar definitivament el futbol femení com a secció oficial i va continuar competint a Primera Nacional, la segona categoria espanyola. Després de tres intents, la temporada 2003-04 es va superar la promoció d'ascens i l'equip va ascendir a la Superlliga.
Amb l'ascens, l'equip va obtenir cert ressò mediàtic la temporada 2004-05 amb el fitxatge de l'internacional mexicana Maribel Domínguez. Tot i això no es va traduir en una millora de l'equip i, després de dues temporades, es va perdre la categoria la temporada 2006-07, quan, fins i tot es va parlar de la desaparició de l'equip.
Amb l' arribada a la banqueta de Xavi Llorens la temporada següent la secció milloraria els resultats i aconseguiria retornar a la Superlliga el 2008. Al juny de 2011 aconseguiria la seva segona Copa de la Reina del club després de vèncer al RCD Espanyol per 1-0i a la temporada 2011-12 aconseguia la primera lliga de la seva història. A la temporada 2012-13 l'equip va assolir el doblet:campionat de Lliga i Copa de la Reina.
A la temporada 2012-13 va aconseguir la seva segona lliga a l'última jornada, novament contra l'Athletic Club de Bilbao.
El Barça va professionalitzar la secció de futbol femení el 2015-2016. A la temporada 2016-17 l'equip guanya la seva cinquena Copa de la Reina. A la fi de la temporada, Xavi Llorens es va acomiadar de la banqueta blaugrana després d'onze temporades, en què va liderar el FC Barcelona de futbol femení i va aconseguir sis Copes Catalunya, quatre Copes de la Reina i quatre Lligues.
L'entrenador Fran Sánchez, que va conquistar la Copa de la Reina a la temporada 2017-18, va ser substituït per Lluís Cortés com a nou entrenador el gener del 2019. El 18 de maig del 2019 l'equip blaugrana va disputar per primera vegada una final de la Lliga de Campions, que perdr contra l'Olympique Lyonnais. El 16 de maig de 2021 va jugar la seva segona final i va guanyar la seva primera Copa d'Europa després de golejar al Chelsea (4 a 0). A més, també guanya la Copa de la Reina, juntament amb la Lliga i la Champions League, i assoleix un triplet històric, sent el primer equip de futbol femení estatal que l'obté. Al final de la temporada, Jonatan Giráldez va ser escollit com a nou entrenador de l'equip, després que Lluís Cortés comuniqués que deixava el càrrec. A la temporada 2021-2022 va assolir el triplet estatal amb la Lliga, la Copa de la Reina i la Supercopa d'Espanya, a banda d’un subcampionat europeu a Torí. A la temporada 2022-2023 van guanyar la Lliga i la Supercopa d'Espanya i de la segona Champions en guanyar el Wolfsburg (3-2) a Eindhoven. El major èxit el va assolir la temporada 2023-24 que va guanyar totes les 4 competicions que va disputar: la Lliga, la Copa de la Reina, la Supercopa d'Espanya i la tercera Champions d'Europa.

### Bàsquet Femení
L'equip de bàsquet femení era anomenat UB-Barça, ja que era el resultat de l'associació entre el FC Barcelona i l'equip de bàsquet de la Universitat de Barcelona. Competia a la Lliga espanyola de bàsquet femení, que va conquistar dues vegades. L'equip va desaparegué el 2007, pels deutes econòmics ambdós clubs.

### Atletisme femení
La secció d'atletisme femení competeix a la Divisió d'Honor. Han representat l'equip les atletes internacionals espanyoles Montse Mas, especialista en 800 metres llisos, Rosa Morató, campiona d'Europa de cros l'any 2005, o la marxadora María Vasco, medalla de bronze als Jocs Olímpics de Sydney 2000.
L'èxit més gran d'una atleta del club ha estat el de l'atleta veneçolana Yulimar Rojas, que va aconseguir la medalla d'or als Jocs Olímpics de Tòquio amb un triple salt de 15,67 metres (rècord mundial), i es va convertir en la primera dona campiona olímpica del seu país i també del club blaugrana. A més, l'atleta blaugrana va aconseguir la medalla d'or en triple salt als campionats mundials d'atletisme a l'aire lliure de Londres 2017 i de Doha 2019, i als campionats mundials d'atletisme a pista coberta de Birmingham 2018. El 2020 va ser triada la millor atleta femenina de l'any per World Athletics.

### Patinatge artístic sobre gel femení
La secció de patinatge artístic sobre gel femení fundat el 1972, coincidint amb la inauguració del Palau de Gel, la pista de gel del club, annexa al Palau Blaugrana, i que és seu de l'equip. L'equip ha donat nombrosos èxits al club, entre els quals destaquen 10 títols del Campionat d´Espanya de clubs. Una de les màximes figures de la secció va ser Marta Andrade, considerada la figura més gran de la història del patinatge artístic espanyol, i que va ser finalista als Jocs Olímpics d'Hivern de Lillehammer i Nagano.

### Voleibol femení
La secció de voleibol femení fundat el juny de 1994 a partir de la que havia estat secció de voleibol femení del RCD Espanyol. El club ascendeix a la divisió d'honor femenina la temporada 1998-99 i el 2004 el club signà un acord de col·laboració amb el FC Barcelona, esdevenint secció associada al club i canviant el nom pel de Club Voleibol Barcelona Barça.

### Hoquei herba femení
La secció d'hoquei herba femení es fundà 1923 i competeix a la Divisió d'Honor Femenina.
- Resum títols de les seccions femenines

| Secciones femeninas     | Competiciones nacionales | Competiciones nacionales | Competiciones nacionales | Competiciones regionales | Competiciones regionales | Competiciones internacionales | Totale |
| Secciones femeninas     | Copa                     | Liga                     | Supercopa                | Copa                     | Liga                     | Copa Europa                   | Totale |
| ----------------------- | ------------------------ | ------------------------ | ------------------------ | ------------------------ | ------------------------ | ----------------------------- | ------ |
| 1970 Futbol             | 10                       | 9                        | 4                        | 11                       |                          | 3                             | 37     |
| 1923 Hocquei herba      | _                        | _                        | _                        | _                        | _                        | _                             | _      |
| 1994 Voleibol           | _                        | _                        | _                        | _                        | _                        | _                             |        |
| 1985 Bàsquet            | _                        | 2                        | 1                        | 2                        | 7                        | _                             | 12     |
| 1972 Patinatge artístic | _                        | _                        | _                        | _                        | _                        | _                             | _      |
| 1915 Atletisme          | 8                        | _                        | _                        | 62                       | _                        | _                             | 70     |
| Total                   | 18'                      | 11                       | 4                        | 75                       | 7                        | 3                             | 119    |

## Seccions desaparegudes
A més de totes les seccions esmentades, el Futbol Club Barcelona ha tingut equips fins a vuit disciplines esportives més al llarg de la seva història. Són seccions que, per una raó o per una altra, es van dissoldre.
Entre 1924 i 1928 el club va tenir un equip de lluita grecoromana la figura del qual era el campió olímpic Emili Ardèvol. Un altre dels grans esportistes espanyols que va pertànyer a la disciplina del club va ser Joaquim Blume, membre de la secció de gimnàstica que el club va tenir entre 1957 i 1976. Entre 1913 i ? va tenir un equip de criquet, Entre 1954 i 1955 disposava d'equip masculí i un altre de femení de bitlles. Entre 1952 i 1956 va tenir un secció de patinatge artístic sobre ciment femení.
La secció de tennis...
La secció de natació...
La secció de patinatge artístic sobre rodes...
La secció de judo...
La Secció de rugbi a 13...
UB Barça (fundat el 1985 com a secció del Club Esportiu Universitari, desaparegué el 2007)
Altres seccions que han desaparegut han estat la de futbol americà, que creada fora del club el 1991, i va formar part del club entre els anys 2001 i 2003, després de la desaparició del Barcelona Dragons, equip que va competir a la NFL Europa, i la de ciclisme fundada el 1925, desapareguda el 1945 que, després de reaparèixer el 2004 sota la direcció de Melcior Mauri, va tornar a extingir-se a finals de 2006 davant la problemes econòmics.
La secció de beisbol es fundà el 1941. La secció comptava amb equips masculins a totes les categories. L'equip sènior va guanyar la Lliga espanyola de Beisbol en quatre ocasions els anys 1946, 1947, 1956 i 2011 quan es va anunciar la seva dissolució al juny de 2011.
| Secciones desaparecidas  | Competiciones nacionales | Competiciones nacionales | Competiciones regionales | Competiciones regionales | Competiciones internacionales | Totales |
| Secciones desaparecidas  | Copa                     | Liga                     | Copa                     | Lliga                    | Competiciones internacionales | Totales |
| ------------------------ | ------------------------ | ------------------------ | ------------------------ | ------------------------ | ----------------------------- | ------- |
| 1942-1959 Handbol a onze | 6                        | _                        | _                        | 10                       | _                             | 16      |
| 1941-2011 Beisbol        | _                        | 4                        |                          |                          | 2                             | 6       |
| 2001-2003 futbol americà | _                        | _                        | _                        | _                        | _                             | _       |
| Total                    | 6                        | 4                        |                          | 10                       | 2                             | 22      |

## Altres

### FC Barcelona Legends
Fins a l'any 2011, els exjugadors del Barça aprofitaven les instal·lacions del Mini Estadi per entrenar-se un parell de cops per setmana. Aquest any, el ministre d'Esports d'Oman, amb l'objectiu de la promoció del turisme esportiu a la destinació, intento fer un clàssic entre FC Barcelona i el Reial Madrid Club de Futbol. Davant de diferents constriccions de realitzar el partit amb els jugadors en actiu, es va produir el primer clàssic espanyol fora d'Espanya, i el primer clàssic entre veterans llegendes de futbol 11. Això, gràcies al suport de l'empresari de Tenerife, i exjugador de les categories inferiors blaugranes, Rayco García. Aquest partit va ser la primera pedra en la creació del departament de Llegendes del FC Barcelona, el qual es va oficialitzar el 2016, i és gestionat directament pel club. A través de l'organització de diferents experiències esportives, arreu del món, i, ja sigui amb formats de 3x3, 5, 6, 7 o 11 jugadors, l'exjugador Albert "Chapi" Ferrer, és l'encarregat de configurar els equips que participen a cada activitat.
El FC Barcelona Legends ha participat en partits d'exhibició a països com: Colòmbia, Marroc, Brasil, i molts més; exportant els valors esportius del FC Barcelona. Des de 2016, el FC Barcelona Legends compta amb més de 80 exjugadors professionals del FC Barcelona, i la seva plantilla inclou jugadors de la talla de: Patrick Kluivert, Carles Puyol, Dani Alves, Andrés Iniesta, Hristo Stoítxkov, Guillermo Amor, Rivaldo, Ronladinho, entre d'altres.
El 28 de març de 2020 es jugaria un amistós a Anfield, entre FC Barcelona Legends i Liverpool Football Club Legends, a benefici de la Fundació del Liverpool FC, o LFC Foundation. Aquest partit va quedar ajornat a causa de la pandèmia provocada per la COVID-19.
Prèviament, i amb motiu de la creació de la Lliga espanyola de futbol indoor es va formalitzar una secció de futbol indoor l'any 2008, prenent part en aquesta per juntament amb els altres vuit equips que han guanyat en almenys en una ocasió la Lliga de futbol. El millor resultat obtingut va ser la temporada 2009 quan el conjunt blaugrana es va proclamar campió de Lliga.

### eSports
El Futbol Club Barcelona també dirigeix una secció d'esports electrònics en el nom del Barça eSports que té equips professionals efootball PES, League of Legends, i VALORANT.

### Fundació Barça Genuine
Des del setembre de 2021 existeix un nou equip de futbol, el Fundació Barça, format per 20 nois i 7 noies amb discapacitat intel·lectual. L'equip Fundació Barça Genuine va participar, a la temporada 21-22 i per primera vegada, en LaLiga Genuine.

## Medallistes olímpics del Futbol Club Barcelona
Els esportistes del club que han guanyat medalles en els jocs olímpics hant estat:
- Anvers 1920: Josep Samitier, Agustí Sancho, Félix Sesúmaga i Ricard Zamora Medalles d'argent futbol.
- Los Angeles 1984: José Manuel Abascal bronze als 1500m, Juan Domingo de la Cruz, Juan Antonio San Epifanio "Epi" i Nacho Solozábal medalles d'argent a bàsquet, Erhard Wunderlich medalla d'argent handbol.
- Seül 1988: Aloisio Pires: Medalla d'argent en futbol, Veselin Vujovic medalla de bronze handbol.
- Barcelona 1992: Javier García Chico bronze al salt amb perxa, Josep Guardiola, Albert Ferrer i Antoni Pinilla medalles d'or en futbol, Josep Benito i Joan Carles i Colàs medalles d'argent en hoquei patins.
- Atlanta 1996: Aleksandar Djordjevic medalla d'argent en bàsquet, Arturas Karnishovas medalla de bronze en bàsquet, Mateo Garralda, Rafael Guijosa i Iñaki Urdangarín medalles de bronze en handbol i Tomas Svensson medalla d'argent en handbol.
- Sidney 2000: Sarunas Jasikevicius medalla de bronze en bàsquet, Gabriel Garcia "Gabri", Xavi Hernández i Carles Puyol medalles d'argent en futbol, David Barrufet, Rafael Guijosa, Demetrio Lozano, Enric Masip, Xavier O'Callaghan, Antonio Carlos Ortega, Iñaki Urdangarín i Andrí Xepkin medalles de bronze en handbol, Tomas Svensson medalla d'argent en handbol
- Atenes 2004: Sergi Escobar medalla de bronze en persecució individual, medalla de bronze en persecució per equips, Javier Saviola medalla d'or en futbol, Christian Schulte medalla de bronze en hoquei.
- Beijing 2008: Lionel Messi or en futbol, Juan Carlos Navarro plata en bàsquet, Jerome Fernández or en handbol, David Barrufet, Iker Romero, Demetrio Lozano, Víctor Tomàs, Rubén Garabaya, Juanín García i Albert Rocas bronze en handbol.
- Londres 2012: Juan Carlos Navarro argent en basquet, Víctor Sada argent en basquet, Sorhaindo or en handbol, Jernemyr argent en handbol i Sjöstrand argent en handbol.[46]
- Rio 2016: Neymar or en futbol, Rafinha or en futbol, Jesper Nøddesbo or en handbol, Lasse Andersson or en handbol, Sorhaindo argent en handbol, N'Guessan argent en handbol, Juan Carlos Navarro bronze en basquet, Víctor Calver bronze en basquet.
- Tòquio 2020: Yulimar Rojas medalla d'or en triple salt, Ludovic Fàbregas, Dika Mem, Timothey N'Guessan i Melvyn Richardson medalles d'or en handbol, Fridolina Rolfö, Pedri, Èric Garcia i Óscar Mingueza medalles d'argent en futbol, Pérez de Vargas, Entrerríos, Aleix Gómez i Ángel Fernández medalles de bronze en handbol.
- Paris 2024: Jordan Díaz medalla d'or en triple salt, Eric Garcia, Pau Cubarsí i Fermín López medalles d'or en futbol, Emil Nielsen medalla d'or en handbol, Aleix Gómez, Gonzalo Pérez de Vargas i Javi Rodríguez medalles de bronze en handbol.

## Palmarès resumit de totes les seccions

### Bàsquet

#### Tornejos estatals
- Lliga espanyola: 20

1958/59, 1980/81, 1982/83, 1986/87, 1987/88, 1988/89, 1989/90, 1994/95, 1995/96, 1996/97, 1998/99, 2000/01, 2002/03, 2003/04, 2008/09, 2010/11, 2011/12, 2013/14, 2020/21, 2021/22
- Copa del Rei: 27

1943, 1945, 1946, 1947, 1949, 1950, 1959, 1978, 1979, 1980, 1981, 1982, 1983, 1987, 1988, 1991, 1994, 2001, 2003, 2007, 2010, 2011, 2013, 2018, 2019, 2021, 2022
- Supercopa espanyola: 6

1988, 2004, 2009, 2010, 2011, 2015

#### Tornejos internacionals
- Eurolliga: 2

2002-03, 2009-10
- Copa Korać: 2

1986-87, 1998-99
- Recopa d'Europa: 2

1984-85, 1985-86
- Supercopa d'Europa: 1

1986
- Copa Intercontinental: 1

1985

### Handbol

#### Tornejos estatals
- Lliga ASOBAL: 31

1968-69, 1972-73, 1979-80, 1981-82, 1985-86, 1987-88, 1988-89, 1989-90, 1990-91, 1991-92, 1995-96, 1996-97, 1997-98, 1998-99, 1999-00, 2002-03, 2005-06, 2010-11, 2011-12, 2012-13, 2013-14, 2014-15, 2015-16, 2016-17, 2017-18, 2018-19, 2019-20, 2020-21, 2021-22, 2022-23, 2023-24
- Copa del Rei: 28

1969, 1972, 1973, 1983, 1984, 1985, 1988, 1990, 1993, 1994, 1997, 1998, 2000, 2004, 2007, 2009, 2010, 2014, 2015, 2016, 2017, 2018, 2019, 2020, 2021, 2022, 2023, 2024
- Copa ASOBAL: 18

1994-95, 1995-96, 1999-00, 2000-01, 2001-02, 2009-10, 2011-12, 2012-13, 2013-14, 2014-15, 2015-16, 2016-17, 2017-18, 2018-19, 2019-20, 2020-21, 2021-22, 2022-23
- Supercopa: 24

1986, 1988, 1989, 1990, 1991, 1993, 1996, 1997, 1999, 2000, :2003, 2006, 2008, 2009, 2012, 2013, 2014, 2015, 2016, 2017, 2018, 2019, 2020, 2021
- Campionat d'Espanya (Handbol A-11): 6

1944-45, 1945-46, 1946-47, 1948-49, :1950-51, 1956-57

#### Tornejos internacionals
- Copa d'Europa/Lliga de Campions de l'EHF: 12

1990-91, 1995-96, 1996-97, 1997-98, 1998-99, 1999-00, 2004-05, 2010-11, 2014-15, 2020-21, 2021-22, 2023-24
- Copa EHF: 1

2002-03
- Recopa d'Europa: 5

1983-84, 1984-85, 1985-86, 1993-94, 1994-95
- Supercopa d'Europa: 5

1996, 1998, 1999, 2003, 2004
- Campionat del Món de Club: 5

2013, 2014, 2017, 2018, 2019

### Hoquei patins

#### Tornejos estatals
- Lliga espanyola: 33

1973/74, 1976/77, 1977/78, 1978/79, 1979/80, 1980/81, 1981/82, 1983/84, 1984/85, 1995/96, 1997/98, 1998/99, 1999/00, 2000/01, 2001/02, 2002/03, 2003/04, 2004/05, 2005/06, 2006/07, 2007/08, 2008/09, 2009/10, 2011/12, 2013/14, 2014/15, 2015/16, 2016/17, 2017/18, 2018/19, 2019/20, 2020/21, 2022/23
- Copa espanyola: 26

1953, 1958, 1963, 1972, 1975, 1978, 1979, 1981, 1985, 1986, 1987, 1994, 2000, 2002, 2003, 2005, 2007, 2011, 2012, 2016, 2017, 2018, 2019, 2022, 2023, 2024
- Supercopa espanyola: 14

2004/05, 2005/06, 2007/08, 2008/09, 2011/12, 2012/13, 2013/14, 2014/15, 2015/16, 2017/18, 2020/21, 2022/23, 2023/24, 2024/25

#### Tornejos internacionals
- Copa d'Europa/Lliga de Campions/Lliga europea: 22

1972/73, 1973/74, 1977/78, 1978/79, 1979/80, 1980/81, 1981/82, 1982/83, 1983/84, 1984/85, 1996/97, 1999/00, 2000/01, 2001/02, 2003/04, 2004/05, 2006/07, 2007/08, 2009/10, 2013/14, 2014/15, 2017/18
- Recopa d'Europa: 1

1986/87
- Copa de la CERS/WSE: 1

2005/06
- Supercopa d'Europa/Copa Continental: 18

1979/80, 1980/81, 1981/82, 1982/83, 1983/84, 1984/85, 1996/97, 1999/00, 2000/01, 2001/02, 2003/04, 2004/05, 2005/06, 2006-07, 2007/08, 2009/10, 2014/15, 2018/19
- Copa Intercontinental: 7

1983, 1998, 2006, 2008, 2014, 2018, 2024

### Futbol sala

#### Tornejos estatals
- Lliga espanyola: 7

2010-11, 2011-12, 2012-13, 2018-19, 2020-21, 2021-22, 2022-23
- Copa espanyola: 7

2010-11, 2011-12, 2012-13, 2018-19, 2019-20, 2021-22, 2023-24
- Copa del Rei: 8

2010-11, 2011-12, 2012-13, 2013-14, 2017-18, 2018-19, 2020-21, 2022-23
- Supercopa espanyola: 4

2013, 2019, 2022, 2023

#### Tornejos internacionals
- Lliga de Campions de la UEFA: 4

2011-12, 2013-14, 2019-20, 2021-22

### Individuals

#### Medalles olímpiques
- Los Angeles 1984: José Manuel Abascal bronze als 1500m.
- Tòquio 2020: Yulimar Rojas or al triple salt.[52]
- Paris 2024: Jordan Díaz or al triple salt.

#### Altres títols internacionals
- Campions d'Europa: 1985 (Colomán Trabado, or als 800), 2024 (Jordan Díaz, or al triple salt)
- Campions d'Europa en pista coberta: 1986 (Abascal, or als 1500m), 1986 (Javier Moracho, or als 60 metres tanques), 1986 (Benjamín González, or als 400 metres), 2007, Birmingham (Jackson Quiñónez, bronze als 60 metres tanques)
- Campions del món: 2017 (Yulimar Rojas, or al triple salt), 2019 (Yulimar Rojas, or al triple salt), 2022 (Yulimar Rojas, or al triple salt), 2023 (Yulimar Rojas, or al triple salt)
- Campions del món en pista coberta: 2018 (Yulimar Rojas, or al triple salt), 2022 (Yulimar Rojas, or al triple salt)

### Equips (43)
- Campionat d'Espanya d'atletisme per clubs masculí absolut (15): 1958, 1963, 1964, 1965, 1970, 1973, 1974, 1975, 1978, 1981, 1982, 1983, 1984, 1985, 1986
- Copa d'Espanya de clubs masculina absoluta (8): 1982, 1983, 1984, 1985, 1986, 1991, 1992, 2005
- Lliga Iberdrola femenina d'atletisme (1): 2021[53]
- Campionat de Catalunya de clubs masculí absolut (10): 1994, 1995, 1996, 1998, 1999, 2000, 2002, 2003, 2004, 2005
- Campionat de Catalunya d'atletisme per clubs femení absolut (9): 1994, 1995, 1996, 1997, 2000, 2001, 2002, 2003, 2005

### Estatal (4)
- 4 Copa d'Espanya d'hoquei herba: 1930-31, 1941-42, 1943-44, 1946-47
- 1 Medalla de bronze Copa del Rei de hockey herba: 2018

### Nacional (3)
- 2 Campionat de Catalunya d'Hoquei Herba: 1931, 2007
- 1 Supercopa Múnich de Catalunya: 2022

### Internacional (1)
- 1 Torneig Internacional d'Hoquei de Reis: 1951

### Títols estatals (19)
- 2 Lligues espanyoles: 1952-53, 1953-54
- 16 Copes espanyoles: 1925-26, 1929-30, 1931-32, 1941-42, 1943-44, 1944-45, 1945-46, 1949-50, 1950-51, 1951-52, 1952-53, 1954-55, 1955-56, 1964-65, 1982-83, 1984-85
- 1 Supercopa d'Espanya: 1983 (no oficial)
- 1 Divisió d'Honor B de Rugbi: 2013-14
- 1 Primera Nacional: 1982-83

### Títols internacionals (2)
- 1 Copa Pirineus de rugbi: 1967
- 1 Copa Ibèrica: 1970

### Títols nacionals (28)
| Competició                        | Títols | Subcampionats |
| --------------------------------- | --- | ------------- |
| Campionats de Catalunya (20/0)    | 1926, 1927, 1928, 1929, 1930, 1932, 1936, 1942, 1946, 1947, 1948, 1949, 1950, 1951, 1952, 1953, 1955, 1968, 1969, 1995, 2016 i 2019. |               |
| Copes Catalanes (4/0)             | 1982, 2003, 2008 i 2017 |               |
| Lligues de Clubs de Llevant (2/0) | 1982, 1983 |               |
| Supercopes Catalanes (2/2)        | 2018, 2022 | 2019, 2021    |

### Títols en categoríes inferiors (8)
| Competició                            | Títols                  | Subcampionats |
| ------------------------------------- | ----------------------- | ------------- |
| Campionat d'Espanya juvenil (1/0)     | 2003                    |               |
| Campionat de Catalunya de 2ª (1/0)    | 1967                    |               |
| Campionats de Catalunya juvenil (2/0) | 2000 i 2006             |               |
| Copes Catalanes juvenil (4/0)         | 2000, 2002, 2003 i 2004 |               |

### Voleibol
- Superlliga Catalana: 1 (2022-23)
- Lliga Catalana: 8 (1985, 1991, 1994, 2009-10, 2010-11, 2011-12, 2017-18, 2019-20)
- Superlliga 2 Masculina de Voleibol d'Espanya: 2 (2007-08, 2019-2020)
- Copa del Príncep de Voleibol: 2 (2008, 2020)

### Hoquei gel

#### Tornejos estatals
- Lliga espanyola: 7

1986-87, 1987-88, 1996-97, 2001-02, 2008-09, 2020-21, 2021-22
- Copa del Rei: 6

1976, 1977, 1982, 1997, 2015, 2019

### Tornejos internacionals (3)
- 1 Campionat mundial de Clubs de Futbol platja: (2015).
- 2 North American Sand Soccer Championships: 2015, 2017

### Patinatge artístic

#### Equip (estatals)
- Campionat d'Espanya: 5

2011, 2012, 2016, 2017, 2018

#### Equip (internaciionals)
- Trofeu internacional de Niça: 3

2006, 2013, 2015
- Coupe international d'Asnières: 1

2012

#### Parelles
- Campionat d'Espanya: 1

Dansa Junior (Èrika Riera i Raman Balanovich, 2021)

#### Individual
- Campionat d'Espanya: 5

Novice advanced femení (Júlia Rodríguez, 2021), Debs (Maria Rodriguez F.C.B), Infantil (Irene Manau F.C.B), Infantil Masculí (Tomàs Llorenç F.C.B), Junior ISU (Aleix Gabara F.C.B)

### Tornejos nacionals
- 10 Copa Catalunya: (2009-10, 2010-11, 2011-12, 2012-13, 2014-15, 2015-16, 2016-17, 2017-18, 2018-19, 2019-20)
- 1 Copa Generalitat: 1985

### Tornejos estatals
- Lliga espanyola: 9

2011-12, 2012-13, 2013-14, 2014-15, 2019-20, 2020-21, 2021-22, 2022-23, 2023-24
- Copa de la Reina: 10

1993-94, 2010-11, 2012-13, 2013-14, 2016-17, 2017-18, 2019-20, 2020-21, 2021-22, 2023-24
- Supercopa espanyola: 5

2019-20, 2021-22, 2022-23, 2023-24, 2024-25

### Tornejos internacionals
- Lliga de Campions Femenina de la UEFA: 3

2020-21, 2022-23, 2023-24

### Tornejos estatals (5)
- 5 Campionats de Segona Divisió: 2015-16, 2016-17, 2017-18, 2022-23, 2023-24
  - 1 Subcampionat: 2014-15

### Tornejos nacionals (2)
- 2 Campionats de 1a Catalana: 2003-04, 2007-08

### Voleibol femení - equip Club Voleibol Barcelona Barça (CVBB)

#### Tornejos estatals
- Copa del Príncep: 2

2008, 2020
- Copa de la Princesa: 1

2023

### Futbol Club Barcelona secció de beisbol (1931-2011)

#### Tornejos estatals
- Lliga espanyola: 4

1946, 1947, 1956, 2011

#### Tornejos internacionals
- Copa de la CEB: 2

2007, 2008

### Futbol Club Barcelona C (1969-2007)
- 1 Copa Generalitat: (1984)
- 6 Campionat d'Espanya Amateur: (1949, 1952, 1961, 1971. 1980, 1982)
- 3 Lliga de 3a Divisió (1983-84, 1986-87, 1997-98)

### Barcelona Dragons (1991-2003)

#### Tornejos internacionals
- World Bowl: 1

1997

### UB Barça (1985-2007)
- 2 Lligues espanyoles de bàsquet femenines: 2002-03, 2004-05
- 7 Lligues Catalanes de Bàsquet femenines: 1990-91, 1991-92, 1999-00, 2000-01, 2001-02, 2003-04, 2005-06
- 2 Campionats de Catalunya de bàsquet femení: Com a FC Barcelona, 1937 no oficial, 1942